# 윈도우 사전 설치 환경
윈도우 사전 설치 환경(영어: Windows Preinstallation Environment, WinPE)은 윈도우 XP, 윈도우 서버 2003, 윈도우 비스타, 윈도우 7, 윈도우 서버 2008 R2, 윈도우 8, 윈도우 서버 2012, 윈도우 8.1, 윈도우 서버 2012 R2, 윈도우 10, 윈도우 서버 2016, 윈도우 서버 2019의 경량판이며 워크스테이션과 서버를 구성하는 데 사용된다. 윈도 설치시 16비트인 MS-DOS를 대체하여 32비트, 64비트 버전으로 사용할 수 있으며 PXE, CD-ROM, USB 플래시 드라이브, 하드 디스크를 통해 시동할 수 있다. 전통적으로 주문자 상표 부착 생산과 대형 회사에 쓰였으나 (제조할 때 윈도 클라이언트 운영 체제를 미리 설치하기 위한 목적으로) 지금은 윈도우 자동화 설치 키트 (WAIK)를 통해 무료로 널리 사용할 수 있게 되었다.

## 개요
WinPE는 원래 도스를 대체할 목적으로 마이크로소프트 윈도우 운영 체제를 구성하기 위한 사전 설치 플랫폼으로서만 사용되도록 만들어졌다. 뒤에 나온 버전에서 WinPE는 다음과 같은 용도로 개발되고 있다:
- 대형 회사에서의 워크스테이션, 서버 구성 및 최종 사용자에게 판매할 목적으로 워크스테이션과 서버 개발사의 사전 설치
- 윈도우 복구 환경 (Windows RE) 또는 Sysinternals ERD Commander와 같은 32비트/64비트 복구 도구를 실행하기 위한 복구 플랫폼
- 서드파티 32비트/64비트 디스크 복제 유틸리티를 위한 플랫폼

이 패키지는 개발자 테스트용으로, 또는 시스템 관리자를 위한 복구 CD/DVD로서 사용할 수 있다. 현재는 여러 목적을 가진 수많은 사용자 맞춤식 WinPE 시동 CD를 인터넷을 통해 내려 받을 수 있다.
버전 2.0에서는 수많은 개선이 있었고 마이크로소프트의 윈도 자동화 설치 키트(WAIK)를 내려받아 설치함으로써 모든 고객이 WinPE을 이용할 수 있게 되었다.
최신 버전은 5.0이며 윈도우 8.1 커널을 기반으로 한다.

## 윈도우 복구 환경
윈도우 복구 환경(Windows Recovery Environment, 줄여서 WinRE)는 윈도가 성공적으로 부팅을 하지 못하게 막는 심각한 에러를 분석하거나 복구하는 데 도움을 주는 WinPE에 기반을 둔 툴의 모음이다. WinRE는 윈도우 비스타, 윈도우 서버 2008, 윈도우 7, 윈도우 서버 2008 R2, 윈도우 8, 윈도우 서버 2012 설치시 함께 설치되며 하드 디스크, 광학 미디어 (OS 설치 디스크와 같은), PXE를 통해 시동할 수 있다. WinRE의 한 개의 사본은 앞에서 기술한 OS의 설치 미디어안에 포함되어 있다. WinRE는 복구 콘솔의 기능을 계승한다.
WinRE 에 포함된 기능:
- 자동 복구: 윈도우 비스타 시작 프로세스를 구성하는 다음의 컴포넌트(부트 설정 데이터, 디스크 와 파일 시스템 메타데이터, 마스터 부트 레코드, 또는 윈도우 레지스트리)들의 훼손에 의한 부트 에러와 잃어버린 또는 깨진 부트/시스템 파일들, 비호환 드라이버, 손상된 하드웨어에 의한 이슈들에 의한 부트 에러를 자동적으로 찾고 치료하는 기능이다. 윈도우 8 이전에는 "시동 복구" 모드로 알려졌으며 자동 복구와 관련된 실행파일은 startrep.exe이다.[2]
- 시스템 복원: 윈도우에 포함된 시스템 복원과 마찬가지로 이전에 부팅 성공한 시스템의 설정으로의 복원을 지원한다.
- 시스템 이미지 복원: 윈도우의 백업 및 복원 기능으로 생성된 시스템 이미지를 이용한 복원 기능을 통해 전체 시스템을 이전 상태로 복원한다.
- 윈도우 메모리 분석 툴: 컴퓨터 메모리(RAM)의 결함을 분석한다(윈도우 8에서 사용 불가). WinRE에서 실행할 수 없다, 하지만 대신 시스템을 리부트하고 OS를 로드하기 전에 memtest.exe를 실행한다. memtest.exe 프로그램은 윈도우에서 실행할 수 없다. Win32 모드에서 접근 불가능하다.
- 명령 프롬프트: 파일 시스템과 볼륨, 파일들에 접근 가능한 명령 줄 인터페이스를 제공한다. 없어지거나 손상된 파일들의 수리나 오프라인 윈도 설치를 위해 시스템 파일 검사기 (sfc /scannow)를 실행시킬수 있다. Robocopy, Diskpart와 DISM 같은 각각의 툴을 사용해서 파일의 복구와 백업, 파티션 관리, 서비스와 관련된 이슈 수정과 같은 다양한 시스템 작업을 수행할 수 있다.[3] 해당 명령 프롬프트를 사용하기 위해서는 관리자 계정으로 로그인해야 한다.

윈도우 서버 2012과 윈도우 8에서 "PC 복구"(Refresh your PC) 또는 "PC 초기화"(Reset your PC) 선택사항들이 추가되었다. 둘다 하드 디스크의 OS로부터 윈도우를 다시 설치한다. "PC 복구" 동작은 파일, 설정, 윈도우 스토어 앱 (다른 데스크톱 앱 제외)을 유지한다. 그에 반해 "PC 초기화"는 윈도우의 공장초기화를 수행하고, 추가적으로 하드 드라이브 초기화(포맷)를 수행하며 데이터를 삭제한다. 불행하게도 "모든 항목 제거" 기능은 전체 재설치를 수행하지 않는다. 숨겨진 복구 파티션안의 WIM 이미지를 통한 공장 초기화만 수행한다.
비트로커로 암호화된 볼륨들은 복구키가 가능하다면 마운트 될 수 있다.
OEM 회사에 의해 WinRE는 컴퓨터의 원래 상태로 되돌리는 복원 툴이 포함된 커스터마이징되거나, 또한 하드 드라이브의 파티션에 설치될 수 있다. 윈도우 비스타 SP1부터 사용자는 복구 환경이 포함된 자신만의 부팅 가능한 CD를 제작가능하다.

## 같이 보기
- 라이브 CD
- BartPE